# OpenProcurement
 (mai 2025).
Vous pouvez aider à l'améliorer ou bien discuter des problèmes sur sa page de discussion.
- Il contient une ou plusieurs listes. Le texte gagnerait à être rédigé sous la forme d’un ou plusieurs paragraphes synthétiques, afin d’être plus agréable à lire. (Marqué depuis mai 2025)
- Il est orphelin : moins de trois articles lui sont liés. Aidez à ajouter des liens en plaçant le code [[OpenProcurement]] dans les articles relatifs au sujet. (Marqué depuis mai 2025)
- Le résumé introductif est trop long. En l'état, il ne respecte pas les recommandations. Vous pouvez l'améliorer en le raccourcissant et/ou en déplaçant son contenu. (Marqué depuis mai 2025)

OpenProcurement est une boîte à outils open source destinée aux approvisionnements électroniques, distribuée sous la licence Apache 2.0.
Son but principal consiste à fournir les instruments nécessaires permettant de créer le processus d'approvisionnement en ligne transparent, effectif et compétitif en tant que contribuer à la réalisation des économies appréciables. Étant appuyé sur un système solide de collecte et de transmission des données, OpenProcurement a été conçu de manière à être évolutif et automatisé.
OpenProcurement avait été initialement développé par Quintagroup, une société ukrainienne de solutions web, pour ProZorro — un système d’approvisionnement électronique qui était mis au point pour soutenir les marchés publics en Ukraine,. Par la suite, OpenProcurement était également appliqué dans les autres projets gouvernementaux et commerciaux dû à sa flexibilité et à sa facilité d'utilisation tant pour les achats dans le secteur public, que privé. Jusqu'à présent ProZorro a étendu à ProZorro.sale, MTender et Rialto, qui sont bien adaptés à de nouvelles fins. « Enchère hollandaise » et « Registre des biens » sont les deux nouveaux projets à grande échelle au sein de ProZorro.Sale dont le développement est en cours.

## Principales caractéristiques
Le but principal de la conception d’OpenProcurement consistait à créer un outil open source destiné aux approvisionnements électroniques, qui répondrait aux exigences suivantes :
- simplicité et facilité d'utilisation : les procédures de passation des marchés devraient être simples et compréhensibles pour tous les participants au processus d'approvisionnement, notamment pour les acheteurs et les plates-formes commerciales ;
- transparence du processus d'approvisionnement et accessibilité de la documentation au grand public ;
- égalité de chances pour tous les participants : toute personne physique ou morale pourrait participer aux achats à condition que sa proposition réponde aux exigences indiquées dans la documentation d’un appel d’offres ;
- lutte contre la corruption : l’utilisation de documents électroniques, les critères de qualification stricts,  ainsi que le système transparent d'évaluation et de sélection d’une offre la plus économiquement avantageuse vont jeter les bases de l’éradication de la corruption.

### Open Contracting Data Standard
Open Contracting Data Standard (développée sur la base d’Open Contracting 1.0RC) a été intégré au cœur de la boîte à outils OpenProcurement,. Open Contracting Data Standard  (OCDS) est un produit de base de l’Open Contracting Partnership. Il permet d’effectuer la divulgation de données et de documents à toutes les étapes du processus de passation des marchés, tout en définissant un modèle de données commun. Il a été créé afin d’aider les organisations à accroître la transparence des contrats et à permettre à un large éventail d'utilisateurs d’effectuer une analyse approfondie des données sur les contrats. OCDS est un outil puissant dans la lutte contre la corruption car il permet de garantir le plus haut niveau de transparence ; de surcroît, il constitue une source riche pour les scientifiques de données, permettant d’analyser l'efficacité, l'efficience et l'équité des marchés publics de biens, de travaux et de services.

### Composants open source utilisés
Le logiciel OpenProcurement utilise plusieurs autres produits open source :
- Python (langage de programmation) ;
- Pyramid ;
- AngularJS;
- Bootstrap ;
- Flask (framework web) ;
- CouchDB;
- PouchDB[2].

## Architecture

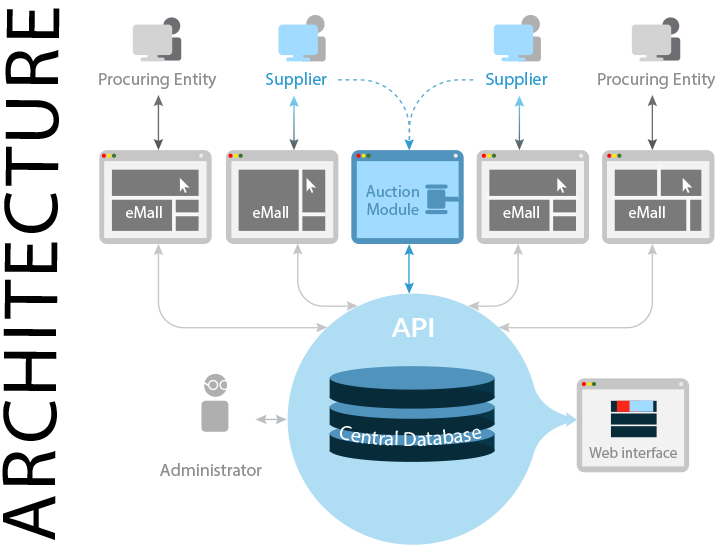
Architecture d’OpenProcurement

OpenProcurement est composé de la base de données centrale (BDC), du module d'enchères et de l’API. Les plates-formes commerciales électroniques interagissent avec la BCD par le biais d’API — une interface web, basée sur le module JSON. Une logique commerciale est réalisée en Python. Pour le stockage et la sauvegarde des données sur les enchères une base de données non relationnelle CouchDB a été utilisée. Les pièces jointes (les fichiers binaires, tels que pdf, xls etc) sont stockées sur un serveur de fichiers compatible avec Amazon S3.

## Projets basés sur OpenProcurement

### ProZorro
OpenProcurement a été initialement conçu pour ProZorro — le système électronique de passation des marchés publics en Ukraine. ProZorro] a été conçu conformément aux normes internationales et suit les pratiques exemplaires internationales. On a utilisé comme un exemple le modèle géorgien du système d'approvisionnement électronique, qui est reconnu comme l'un des meilleurs dans le monde. Le but principal de ce projet est de rendre l’affectation de fonds publics transparente et efficace et d'empêcher la corruption. US$ 1,3 milliard économisé en septembre 2017 tant au niveau local qu'international font la preuve de l'efficacité de ProZorro. Jusqu'à présent ProZorro a étendu à ProZorro.sale, MTender et Rialto, qui sont bien adaptés à de nouvelles fins.
ProZorro a remporté le World Procurement Awards (WPA) 2016 au Public Sector Awards à Londres, le 18 mai, pour la conception et la mise en œuvre du système d'approvisionnement électronique avec une architecture et une philosophie unique. Ce système a été développé et mis en œuvre grâce à la coopération étroite entre le monde des affaires, le pouvoir et la société et a été administré par une ONGI Transparency International Ukraine, qui est surtout connue pour la lutte contre la corruption.
Le Ministère des Infrastructures, le Ministère de la Défense, le Ministère de la Justice, le Ministère du Développement économique et du Commerce, le Ministère de l’Écologie et des Ressources naturelles, les administrations régionales et les conseils municipaux - utilisent le système ProZorro pour les approvisionnements.
La philosophie de ProZorro est fondée sur trois principes clés :
1. Système électronique hybride basé sur un modèle open source. Par opposition aux systèmes à une ou plusieurs plates-formes, le système hybride de ProZorro permet la collaboration entre la base de données centrale et un nombre infini des plates-formes commerciales qui fournissent un accès frontal. Ce modèle hybride assure une transmission efficace de l'information de la base de données centrale vers les plates-formes commerciales, responsables d'attirer et de servir les clients. Les plates-formes commerciales sont en concurrence permanente les unes avec les autres, ce qui entraîne l'amélioration de la qualité du service d'approvisionnement.
2. « Tous voient tout » - la devise officielle de ProZorro[10]. Une fois la procédure d’appel d’offres terminée, toutes les données sont rendues publiques, y compris la liste de tous les participants et de leurs offres, les décisions du comité d'adjudication, les documents de qualification, les contrats, etc. Cette information est accessible au public par le biais du ProZorro online analytics module.
3. Le triangle d’or de la collaboration : le monde des affaires, l'État et la société civile, qui travaillent de concert afin d’avancer la progression des changements et de garantir les avantages réciproques. Une telle forme de la collaboration a également pour le but de maintenir un haut niveau de confiance entre les principales parties prenantes et d’assurer un contrôle mutuel.

ProZorro englobe trois principaux types de procédures :
1. Open.ua — les enchères qui correspondent aux normes legislatives ukrainiennes ;
2. Open.eu — les enchères qui correspondent au droit international  d’approvisionnement ;
3. ESCO (Energy Service Contracts) — un nouvel mécanisme d’approvisionnement des contrats pour les services énergétiques qui doit être réalisé par le biais du projet ProZorro, selon le nouveau règlement[11].

### ProZorro.Sale
La boîte à outils OpenProcurement a été appliquée pour Prozorro.sale, un système utilisé par le Fonds de garantie des dépôts pour effectuer la vente des actifs bancaires soumis à la liquidation. L’objectif de ProZorro.Sale consiste à garantir une vente transparente, rapide et efficace des biens publics et collectifs, ainsi qu'à empêcher la corruption tout en assurant l'égalité d'accès aux données, le contrôle public et une croissance permanente du nombre d’acheteurs potentiels.
Ce projet partage les principes du système d’approvisionnement électronique ProZorro : on joue selon les mêmes règles, un gagnant est sélectionné de manière transparente et la concurrence loyale est bien encouragée. Ses composantes clés sont celles de ProZorro : l’unité centrale, qui inclut deux bases de données (proZorro.sales CDB1 et ProZorro.sale CDB2), l’API et les plusieurs plates-formes commerciales destinées à fournir ou échanger des informations en provenance d'une vaste gamme de parties prenantes. La principale différence consiste en ce que c’est l'enchère ascendante qui est utilisée et pour vendre les actifs aux prix le plus élevé.
Quintagroup assure le soutien constant du système 24/7, le développe et met en œuvre de nouvelles fonctionnalités introduites dans le cadre du projet de gestion des changements.
ProZorro.sale inclut les deux types de procédures d'approvisionnement :
1. dgfOtherAssets — vente de la propriété bancaire insolvable ;
2. dgfFinancialAssets — vente du droit de réclamation des créanciers.

### Atreus
Atreus est une plateforme d'enchères SaaS qui a en son cœur une boîte à outils OpenProcurement.
Elle se compose de quatre types d'enchères :
1. Enchère anglaise à répétition : La caractéristique principale de ce type d'enchère est l'augmentation progressive du prix de l'objet (bien ou service) mis en vente par l'organisateur de l'enchère, au fur et à mesure que les acheteurs font des offres concurrentes pour acheter cet objet. La principale particularité de la vente aux enchères anglaises à répétition est la procédure à trois tours où les participants peuvent faire leurs offres de manière anonyme.
2. Enchère anglaise inversée : Le nombre et la durée des cycles d'enchères sont limités et contrôlés par un système électronique, ce qui rend le processus d'acquisition (des bien ou des services) rapide, équitable et compétitif.
3. Vente aux enchères hybride à la hollandaise : Ce type de vente aux enchères a été créé pour l'élimination des créances douteuses pour le fonds de garantie des dépôts dans le cadre du système ProZorro.sale et pour la vente d'actifs de l'État.
4. Vente aux enchères Texas :  Ce type de vente convient bien aux ventes aux enchères de biens immobiliers ou d'œuvres d'art, car elle est pratiquement identique aux ventes aux enchères de Sotheby's. L'enchère commence ici avec un prix annoncé par le vendeur et ce prix demeure jusqu'à ce qu'il ne reste plus qu'un seul enchérisseur prêt à prendre ce lot.

### Rialto
Rialto — le « ProZorro commercial » est apparu à la suite des indicateurs de haute performance du modèle de ProZorro ainsi que d'un intérêt important du côté de secteur des affaires pour un système similaire destiné aux appels d'offres commerciaux. Pour assurer une mise en œuvre rapide et élégante, la boîte à outils OpenProcurement avait été utilisée. Les composantes clés sont celles du ProZorro : l'unité centrale, qui comprend une base de données centrale (BDC), une API et plusieurs plates-formes commerciales destinées à fournir ou échanger des informations en provenance d'une vaste gamme de parties prenantes.

### MTender
OpenProcurement, qui était initialement conçu pour le système de passation électronique de marchés publics en Ukraine, a également été introduit pour le système similaire en Moldavie (en coopération avec la BERD). Lancé en janvier 2017, le système électronique de passation des marchés publics en Moldavie (Moldovan Electronic Public Procurement System (MTender)), avait été développé par Quintagroup sur la base de ProZorro open source code et adapté à la législation moldave. Quintagroup a collaboré étroitement avec la Banque européenne pour la reconstruction et le développement et a pris en charge l'assistance technique de la mise en œuvre du système d’approvisionnement électronique en Moldavie.

## Lancement du système OpenProcurement
- Mars — avril 2014 : Un groupe de bénévoles a initié le travail sur la réforme de la passation des marchés publics, ceci ayant pour but de simplifier l'accès des entités commerciales aux marchés et d’accroître la transparence des achats.
- Mai — juillet 2014 : C’est à l'été 2014 que la première conception d'un nouveau système électronique est apparue. À la suite de la communication avec les experts géorgiens qui avaient réussi à introduire une réforme similaire en 2009-2010, le groupe de bénévoles a décidé d'adopter le système élaboré par les réformateurs.
- Août — septembre 2014 : Sur le modèle géorgien on a convenu le concept d’un système électronique mono-plateforme. Ultérieurement, les plates-formes commerciales avaient été ajoutées et la troisième conception a été développée.
- Octobre 2014 — février 2015 : Les caractéristiques principales du système ont été acceptées, telles que :
  - « tous voient tout » ;
  - système est hybride et inclus : une base de données centrale (BDC) et de nombreuses plates-formes commerciales ;
  - un accès croisé à la BDC via des plates-formes commerciales ;
  - viabilité financière ;
  - PMV (produit minimum viable) : du plus simple au plus compliqué ;
  - code ouvert, etc[10].

Quintagroup a entrepris la création de la BCD et du module des enchères (Auction module), le développement de l’API et la conception du système. L'ONG « Transparency International Ukraine », dont le bureau ukrainien a une réputation considérable pour ses activités anti-corruptionnelles dans le domaine des approvisionnements publics, avait été choisi pour l'exercice de la fonction consultative lors de la mise en œuvre de ce projet.
- Février — mai 2015 : Le nouveau système informatique a été officiellement présenté et pleinement lancé par Quintagroup le 12 février 2015.

Ce nouveau système, développé par l'équipe de Quintagroup, excelle dans sa nature hybride[non neutre], puisqu'il combine des fonctionnalités de systèmes mono- et multi- plates-formes. D'un côté, l'État possède d’un contrôle absolu sur la BCD. De l'autre, les plates-formes commerciales, qui sont en compétition permanente, augmentent la quantité de fournisseurs, ce qui permet d'améliorer la qualité de services offerts ainsi que réduire les coûts que l'État paie pour le soutien du système.
- Juin 2015 — mars 2016 : L'équipe Quintagroup a conçu le système-IT et l'infrastructure-IT du projet. Une fois système terminé, l'État a reçu les droits.
- Avril 2016, août 2016 : L'équipe de ProZorro a commencé la transition vers le système d'approvisionnement électronique, ce qui a été réalisé en deux étapes : à partir du 1er avril, ProZorro est devenu obligatoire pour les autorités centrales et pour les monopoles ; et à partir du 1er août, pour tous les clients publics. En août, Quintagroup a entrepris d'intégrer Open Contract Data Standard (OCDS), développé par Open Contracting Partnership, au cœur du système - dans la boîte à outils OpenProcurement.
- Décembre 2016 : Le 23 décembre, la première partie des données de ProZorro, filtrée selon OCDS, a été publiée.
- Janvier 2017 : PMV de MTender (ProZorro en Moldavie) a commencé à fonctionner. En outre, Quintagroup a entrepris le développement d'un nouveau mécanisme au sein de ProZorro - Energy Services Contracts (ESCO). Le mécanisme ESCO inclut une nouvelle enchère multivariable, en fonction du prix et des autres facteurs, tels que les délais de livraison, les contrats de prestation de services ou les offres négociables de produits et de services.
- Avril — juillet 2017 : Quintagroup a repris le développement d’ESCO conformément aux exigences courantes, de sorte que le mécanisme final puisse fonctionner efficacement pour permettre d’assurer l’approvisionnement électronique des services énergétiques en Ukraine.
- Août 2017 : L'équipe de Quintagroup s'est engagé dans la conception et le développement de la procédure hollandaise au sein du projet ProZorro.Sale. L'enchère combinée, dont l'un d’éléments repose sur les principes d’adjudication à la hollandaise, vise à faciliter la réforme de la cession des actifs bancaires soumis à la liquidation, qui avait été lancée il y a deux ans par le Fonds de garantie des dépôts.
- Septembre — octobre 2017 : Le développement du mécanisme ESCO était en cours et arrivait à son terme. Le 5 octobre, il a été officiellement présenté et lancé. Simultanément, le développement de la procédure néerlandaise a été achevé et elle a été officiellement lancée le 26 octobre.
- Novembre, 2017 — janvier 2018 : Quintagroup a entrepris la gestion du changement de la procédure hollandaise ayant pour but d'améliorer l'efficacité du système, en y introduisant de nouvelles fonctionnalités. En décembre, notre équipe a commencé à travailler sur la mise en œuvre d'une nouvelle procédure de déclaration (limited.reporting) au sein de  MTender qui permettra l'enregistrement des contrats d'achat dans le système. Ce travail est actuellement en cours.

## Prix et reconnaissances
Les systèmes électroniques d'approvisionnement basés sur la une boîte à outils OpenProcurement, ont été hautement appréciés tant au niveau national qu'à l'échelle mondiale, tout en ayant obtenu une confiance marquante des organisations et des entreprises publiques et privées. Ils ont été également récompensés par de nombreux prix internationaux :
- Le World Procurement Awards (WPA) 2016 au Public Sector Awards à Londres, le 18 mai, pour la conception et la mise en œuvre du système d'approvisionnement électronique avec une architecture et une philosophie unique[16].
- Open Government Awards 2016 lors du Sommet Global à Paris, en France, le 7 décembre[16].
- Deux mises en candidature pour le World Procurement Awards. De plus, on est devenu une vitrine pour le Partenariat pour les marchés ouverts (Open Contracting Partnership), et on a fait un effort de collaboration avec la Banque mondiale qui favorise l'intérêt à l'ouverture des marchés publics[16].
- Gagnant de journées démo de Citi Tech — Défi d'intégrité (CitiT4IChallenge) parmi les start-ups anti-corruptionnaux, le 13 juin 2017, à Hyderabad, India[17].